# Кожевников, Николай Григорьевич
Николай Григорьевич Кожевников (29 ноября 1884 — 1 ноября 1937) — помощник присяжного поверенного, комиссар Временного правительства в Амурской области, депутат Учредительного собрания.

## Биография
Из казаков Амурского казачьего войска. Отец Г. И. Кожевников служил (1900) начальником Иннокентьевской почтово-телеграфной конторы. Родился в станице Никольская. После окончания с золотой медалью восьми классов Благовещенской мужской гимназии , где Кожевников учился с 1894 по 7 июня 1904 года, в августе того же года был принят на медицинский факультет в Киевский императорский университет Святого Владимира. В августе 1905 перевёлся на юридический факультет, 30 декабря 1906 отчислен из университета за невнесение платы за обучение.

### Политическая деятельность в юности
С 1904 года состоял в партии эсеров. В 1905 году в бытность студентом привлечён к уголовной ответственности по части 1 ст. 102 Уголовного уложения за принадлежность «к преступному сообществу крестьян с. Рудки Лубенского уезда, присвоившей себе наименование "Крестьянской группы социалистов-революционеров"». Но по статье 122 Харьковская судебная палата Кожевникова  оправдала, приговорила его к 4 месяцам тюрьмы по статье 132 Уголовного уложения. В 1907 был арестован за речь в собрании выборщиков II Государственной Думы. В 1908 снова арестован по делу крестьянской группы партии социалистов-революционеров. По этому делу в 1909 году отбывал  наказание отбывал в «Крестах».
8 августа 1908 года сдал экзамен на звание домашнего учителя по математике при Благовещенской мужской гимназии.
17 мая 1911 по 20 апреля 1912 служил избранным секретарём Благовещенской городской думы. 17 сентября 1911 года городская дума представила Кожевникова к чину коллежского регистратора. Находился под гласным надзором полиции. В 1912 году избран гласным городской управы, но из-за активной революционной деятельности в должности утверждён не были. 9 января 1913 года дал письменное обещание, что: «… ничего, способствующего ниспровержению существующего строя, делать не будет и свои прежние ошибки совершил благодаря молодости». Но согласно данным губернского прокурора на 8 февраля 1913 года:  «… имеет близкое общение с лицами, принадлежащими к местной социал-демократической группе. Из донесения ротмистра Акцынова: «К сему докладываю, что кандидатура Кожевникова в члены 4-й Государственной думы была выставлена от социал-демократической группы».
В 1913 году экстерном сдал выпускные экзамены юридического факультета Киевского университета, служил помощником присяжного поверенного. В 1914-1915 годах секретарь правления городской благовещенской библиотеки.

### После февраля 1917
В 1917 председатель Амурского областного и благовещенского комитета партии эсеров. В 1917 член комитета общественной безопасности Амурской области от казачьего съезда. 21 марта-22 апреля и с 6 августа по ? 1917 года в Благовещенске проходили 2-й и 3-й войсковые круги Амурского казачьего войска. И на том и на другом кругах председателем был избран лидер амурских эсеров Н. Г. Кожевников.
Со 2 сентября 1917 года комиссар Временного правительства в Амурской области. В том же сентябре он подавил, используя выборочные аресты,  забастовку амурских железнодорожников, требовавших индексации заработной платы в условиях роста инфляции.
В конце 1917 году  избран в члены Учредительного собрания в Приамурском избирательном округе по списку № 3 (Амурское и Уссурийское казачество).

### После октября 1917
9 - I0 ноября прошли солдатские митинги Благовещенского гарнизона. В ответ на это на совещании казачьего войскового начальства, городской думы и правых партий был создан областной Комитет общественного порядка (КОП) из трех человек: атамана И. М. Гамова, комиссара Амурской области Н. Г. Кожевникова и городского Головы Благовещенска А. Н. Алексеевского. 19 ноября (ст. ст.) 1917 Амурское областное земское собрание, избранное на основе всеобщего избирательного права, объявило, что оно протестует против бунтовщических выступлений отдельных групп и осуждает совершившиеся захваты власти. Областной комиссар Временного правительства Н. Г. Кожевников и Е. Д. Камов (от имени Комитета общественной безопасности) передали Собранию полномочия исполнительной власти. 17 (30) января 1918 года на очередном IV войсковом круге Амурского казачьего войска избрал новое правление войска в составе новое правление войска И. М. Сурикова, Н. Г. Кожевникова, Р.А. Вертопрахова при прежнем избранном атамане И. М. Гамове. Войсковой круг полностью поддержал предложение областной земской управы создать объединенный народный совет, утвердив в его составе кандидатуры И. М. Гамова, И. Н. Манькова, Н. Г. Сапожникова, П. М. Самсонова, В. В. Лопатина и Н. Г. Кожевникова.
Один из организаторов противодействия установлению советской власти в марте 1918. 6 марта 1918 года казаки под руководством Гамова арестовали Руководителей облисполкома Ф. Н. Мухина, О. Н. Сюткина, Ф. И. Бугаева, С. П. Джалов и А. М. Краснощёкова. Оставшиеся участники заседания совета создали Народный совет и его исполнительный комитет из 5 человек. Председателем избрали Н. Г. Кожевникова.
Через неделю, 13 марта, после захвата власти большевиками ушёл с другими мятежниками в Сахалян. Осенью того же года вернулся в Благовещенск, занимался юридической практикой.

### При советской власти
В ходе показательных судебных процессов и гонений на партию правых эсеров со стороны большевистской власти в 1921–1922 годах Кожевников официально покинул эту партию.
Переехал в Москву, служил начальником рабфака Наркомата путей сообщения, по другим сведениям начальником учебного отдела московского рабфака Наркомата путей сообщения СССР. Арестован  2 апреля 1937 года. 31 октября 1937 года Военной коллегией Верховного суда СССР приговорён к расстрелу по обвинению в участии в террористической деятельности.  1 ноября 1937 года приговор приведён в исполнение. Место захоронения Москва, Донское кладбище. Реабилитирован 15 июня 1957 года Военной коллегией Верховного суда СССР.

## Семья
- Жена (на 1911) — Елена Яковлевна (1887—?), урождённая Ротт, дочь Якова Абрамовича и его жены Анны Гаевны (Хаи Исаевны) Ротт, до 1894 года иудейского вероисповедания, «просвещенных святым крещением в Благовещенском Кафедральном соборе». Я. А. Ротт служащий Вознесенского золотого рудника, позднее асбестового завода, был дружен с Ю. И. Бринерром и его сыновьями[10].

## Адреса
- 1937 — Москва, ул. Трифоновская, д. 53, кв. 49[9].

### Рекомендуемые источники
- РГИА ДВ. Ф. 704. Оп. 8. Д. 464;